# John Eshelby
John Douglas Eshelby (Puddington, 21 de dezembro de 1916 — 28 de dezembro de 1988) foi um engenheiro britânico.

## Obras selecionadas
- A Tentative Theory of Metallic Whisker Growth University of Illinois, Urbana, Illinois Received 4 June 1953 The American Physical Society
- «The Force on an Elastic Singularity» - Philosophical Transactions of the Royal Society of London A 244 (1951), p 87
- «The Determination of the Elastic Field of an Ellipsoidal Inclusion» - Proceedings of the Royal Society of London A 241 (1957), p 376
- «The Elastic Field Outside an Ellipsoidal Inclusion»- Proceedings of the Royal Society of London A 252 (1959), p 561
- Collected Works of J. D. Eshelby, Mechanics of Defects and Inhomogeneities, Springer (2006), Xanthippi Markenscoff and Anurag Gupta (Eds.) ISBN 1-4020-4416-X